# Oribotritia bagnalli
Oribotritia bagnalli är en kvalsterart som först beskrevs av Hull 1916.  Oribotritia bagnalli ingår i släktet Oribotritia och familjen Oribotritiidae. Inga underarter finns listade i Catalogue of Life.